# Val Kilmer
Val Kilmer   (Los Angeles, 31 de desembre de 1959 - Los Angeles, 1 d'abril de 2025) fou un actor estatunidenc de teatre i de cinema.

## Biografia
Va néixer a Los Angeles, Califòrnia, fill d'un agent immobiliari. Als 16 anys entra becat en la prestigiosa Julliard School. Va començar a ser popular després de la seva actuació en l'obra Slab Boys, que va representar a Broadway al costat de Kevin Bacon i Sean Penn. Ha rodat documentals i publicat llibres de poesia. Kilmer va intervenir en comèdies al principi de la seva carrera, encara que la seva encarnació de Jim Morrison en The Doors, d'Oliver Stone, li va donar la fama. El 1988 es va casar amb l'actriu Joanne Whalley, de qui acabaria divorciant-se el 1996. Amb Joanne compartiria crèdits en les pel·lícules Willow (1988) i Kill me again (1989). El 2003 va encarnar a l'estrella del porno John Holmes en la pel·lícula Wonderland, un llargmetratge que indaga en la implicació d'aquest personatge en un quadruple assassinat que va tenir lloc el 1981. Es diu que va mantenir relacions amb Cher, Ellen Barkin, Drew Barrymore i Cindy Crawford. La seva mare era d'origen suec, i l'ascendència del seu pare inclou l'alemanya, irlandesa i cherokee.
El 2009 Kilmer va expressar en una entrevista les seves ganes de presentar, en un futur proper, la seva candidatura per convertir-se en governador del seu estat d'origen, Nou Mèxic. Aquestes declaracions van rebre el suport del governador d'aquest estat, Bill Richardson.
El 2004 va protagonitzar el musical The Ten Commandments: The Musical, on interpretava Moisès. La producció, que també comptava amb l'actuació d'Adam Lambert, es va representar al Kodak Theatre de Hollywood.

## Filmografia
Les seves pel·lícules més destacades són:
| Any       | Pel·lícula                                      | Personatge                       | Notes                                       |
| --------- | ----------------------------------------------- | -------------------------------- | ------------------------------------------- |
| 1984      | Top Secret!                                     | Nick Rivers                      |                                             |
| 1985      | Escola de genis (Real Genius)                   | Chris Knight                     |                                             |
| 1986      | Top Gun                                         | Tinent Tom 'Iceman' Kazanski     |                                             |
| 1986      | The Murders in the Rue Morgue                   | Phillipe Huron                   | Telefilm                                    |
| 1987      | The Man Who Broke 1,000 Chains                  | Robert Eliot Burns/Eliot Roberts | Telefilm                                    |
| 1988      | Willow                                          | Madmartigan                      |                                             |
| 1989      | Billy the Kid                                   | William Bonney                   |                                             |
| 1989      | Doble assassinat (Kill Me Again)                | Jack Andrews                     |                                             |
| 1991      | The Doors                                       | Jim Morrison                     |                                             |
| 1992      | Cor de tro (Thunderheart)                       | Ray Levoi                        |                                             |
| 1993      | Extremadament perillosa (The Real McCoy)        | J.T. Barker                      |                                             |
| 1993      | Tombstone                                       | Doc Holliday                     |                                             |
| 1993      | Amor a boca de canó (True Romance)              | Mentor                           |                                             |
| 1995      | Batman Forever                                  | Bruce Wayne/Batman               |                                             |
| 1995      | Heat                                            | Chris Shiherlis                  |                                             |
| 1995      | Wings of Courage                                | Jean Mermoz                      | Pel·lícula IMAX                             |
| 1996      | L'illa del Dr. Moreau (The Island of Dr Moreau) | Montgomery                       |                                             |
| 1996      | The Ghost and the Darkness                      | Coronel John Henry Patterson     |                                             |
| 1996      | Dead Girl                                       | Dr. Dark                         |                                             |
| 1997      | El sant (The Saint)                             | Simon Templar                    |                                             |
| 1998      | El príncep d'Egipte                             | Moisès/Déu                       | Veu                                         |
| 1999      | At First Sight                                  | Virgil 'Virg' Adamson            |                                             |
| 1999      | Joe el rei (Joe the King)                       | Bob Henry                        |                                             |
| 2000      | Pollock                                         | Willem de Kooning                |                                             |
| 2000      | Red Planet                                      | Robby Gallagher                  |                                             |
| 2002      | El mar de Salton                                | Danny Parker / Tom Van Allen     |                                             |
| 2002      | Hard Cash                                       | Agent del FBI Mark C. Cornell    | També coneguda com Run for the Money        |
| 2003      | Wonderland                                      | John Holmes                      |                                             |
| 2003      | Desaparicions                                   | Tinent Jim Ducharme              |                                             |
| 2003      | Blind Horizon                                   | Frank Kavanaugh                  |                                             |
| 2003      | Masked and Anonymous                            | Animal Wrangler                  |                                             |
| 2004      | Entourage                                       | El xerpa                         | Sèrie (episodi "The Script and the Sherpa") |
| 2004      | Spartan                                         | Robert Scott                     |                                             |
| 2004      | Stateside                                       | Staff Sergeant Skeer             |                                             |
| 2004      | Alexandre                                       | Filip II de Macedònia            |                                             |
| 2004      | George and the Dragon                           | El Cabillo                       | No surt als crèdits                         |
| 2005      | Mindhunters                                     | Jake Harris                      |                                             |
| 2005      | Kiss Kiss Bang Bang                             | Perry Van Shrike/"Gay Perry"     |                                             |
| 2006      | Summer Love                                     | L'home desitjat                  | També coneguda com Dead Man's Bounty        |
| 2006      | Moscow Zero                                     | Andrey                           |                                             |
| 2006      | 10th & Wolf                                     | Murtha                           |                                             |
| 2006      | Played                                          | Dillon                           |                                             |
| 2006      | Déjà Vu                                         | Agent Andrew Pryzwarra           |                                             |
| 2007      | Have Dreams, Will Travel                        | Henderson                        |                                             |
| 2007      | Numb3rs                                         | Mason Lancer                     | Sèrie (episodi "Trust Metric")              |
| 2008      | Comanche Moon                                   | Inish Scull                      | Minisèrie                                   |
| 2008      | Knight Rider                                    | veu de KITT                      | Telefilm basat en la sèrie                  |
| 2008      | Conspiracy                                      | MacPherson                       | Vídeo                                       |
| 2008      | Felon                                           | John Smith                       |                                             |
| 2008      | Delgo                                           | Bogardus                         | veu                                         |
| 2008      | 2:22                                            | Maz                              |                                             |
| 2008      | Columbus Day                                    | John                             |                                             |
| 2008      | XIII                                            | Mongoose                         | Minisèrie                                   |
| 2008–2009 | Knight Rider                                    | veu de KITT                      | Sèrie basada en el telefilm                 |
| 2009      | The Chaos Experiment                            | James Pettis                     | També coneguda com The Steam Experiment     |
| 2009      | Streets of Blood                                | Detectiu Andy Devereaux          |                                             |
| 2009      | American Cowslip                                | Todd Inglebrink                  |                                             |
| 2009      | The Thaw                                        | Dr. David Kruipen                |                                             |
| 2009      | Bad Lieutenant: Port of Call New Orleans        | Stevie Pruit                     |                                             |
| 2009      | Hardwired                                       | Virgil                           |                                             |
| 2010      | Fake Identity                                   | Nick                             | També coneguda com Double Identity          |
| 2010      | The Traveler                                    | El foraster/Sr. Ningú            |                                             |
| 2010      | Provinces of Night                              | Warren Bloodworth                |                                             |
| 2010      | MacGruber                                       | Dieter Von Cunth                 |                                             |
| 2010      | 5 Days of August                                | Periodista holandès              |                                             |
| 2010      | Tales of an Ancient Empire                      | Rollo                            |                                             |
| 2010      | Gun                                             | Angel                            |                                             |
| 2010      | Riddle                                          | Xèrif Richards                   |                                             |
| 2010      | Twixt                                           | Hall Baltimore                   |                                             |
| 2011      | 5 Days of War                                   | Periodista neerlandès            |                                             |
| 2011      | Kill the Irishman                               | Detective Joe Manditski          |                                             |
| 2011      | Blood Out                                       | Arturo                           |                                             |
| 2011      | Twixt                                           | Hall Baltimore                   |                                             |
| 2012      | Seven Below                                     | McCormick                        |                                             |
| 2012      | Wyatt Earp's Revenge                            | Wyatt Earp                       |                                             |
| 2012      | The Fourth Dimension                            | Hector                           |                                             |
| 2012      | Breathless                                      | Dale                             |                                             |
| 2013      | Riddle                                          | Sheriff Richards                 |                                             |
| 2013      | Standing Up                                     | Hofstadder                       |                                             |
| 2013      | Palo Alto                                       | Stewart                          |                                             |
| 2014      | Tom Sawyer & Huckleberry Finn                   | Mark Twain                       |                                             |
| 2017      | Song to Song                                    | Duane                            |                                             |
| 2017      | The Snowman                                     | Gert Rafto                       |                                             |
| 2017      | The Super                                       | Walter                           |                                             |
| 2018      | 1st Born                                        | Biden                            |                                             |
| 2019      | Jay and Silent Bob Reboot                       | Ell mateix                       |                                             |
| 2019      | Cinema Twain                                    | Mark Twain                       |                                             |
| 2020      | A Soldier's Revenge                             | C.J.                             |                                             |
| 2020      | Paydirt                                         | heriff Tucker                    |                                             |
| 2021      | The Birthday Cake                               | Oncle Angelo                     |                                             |
| 2021      | Top Gun: Maverick                               | Almirall Tom 'Iceman' Kazansky   |                                             |